# M99 (astronomia)
M 99 (altrimenti conosciuta come NGC 4254) è una galassia a spirale visibile nella costellazione della Chioma di Berenice; dista approssimativamente 60 milioni di anni luce e fa parte dell'Ammasso della Vergine.

## Osservazione

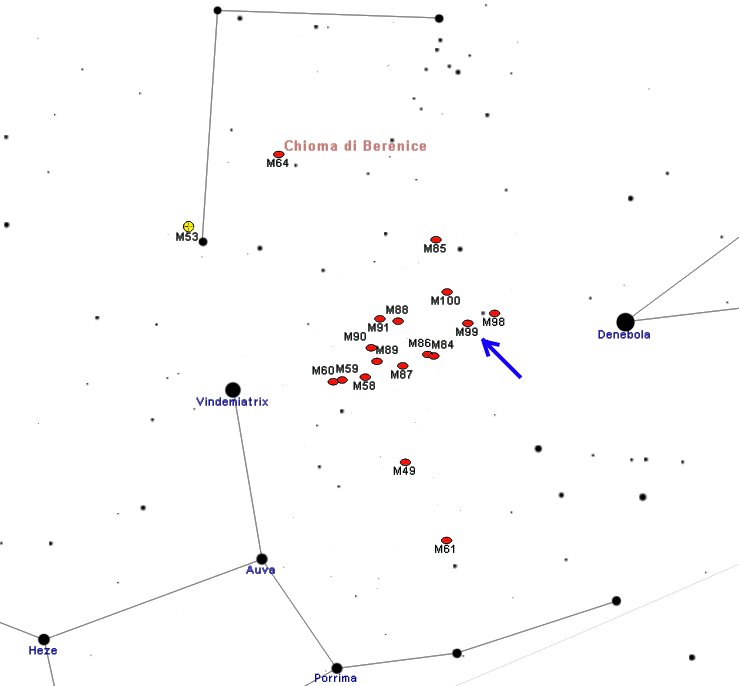
Mappa per individuare M99.

M99 si trova in una regione di cielo priva di stelle di riferimento, fra le costellazioni della Vergine e della Chioma di Berenice; la si può trovare comunque circa sette gradi ad est della stella Denebola. M99 ha una luminosità al limite estremo della portata di un binocolo di media potenza, mentre è visibile con un piccolo telescopio amatoriale come una macchia chiara quasi perfettamente circolare; con strumenti da 150mm appare una distinzione fra la regione del nucleo, luminosa, e quella dell'alone, molto pallido ed esteso. Strumenti da 250-300mm si iniziano ad intravedere i primi segni della sua struttura a spirale, sebbene con grosse difficoltà.
M99 può essere osservata con facilità da entrambi gli emisferi terrestri e da tutte le aree abitate della Terra, grazie al fatto che la sua declinazione non è eccessivamente settentrionale; dalle regioni boreali è maggiormente osservabile e si presenta estremamente alto nel cielo nelle notti di primavera, mentre dall'emisfero australe appare mediamente più basso, ad eccezione delle aree prossime all'equatore. Il periodo migliore per la sua osservazione nel cielo serale è quello compreso fra febbraio e agosto.

## Storia delle osservazioni
La galassia fu scoperta da Pierre Méchain nel corso del 1781, mentre il suo collega Charles Messier la inserì nel suo celebre catalogo e ne fornì i dettagli osservativi, descrivendola come una nebulosa senza stelle molto pallida, sebbene più luminosa di altri oggetti visibili nella stessa area di cielo; assieme a questa il Messier scoprì un gran numero di altre galassie in questa regione di cielo. John Herschel la riosservò con un telescopio molto più potente, descrivendola come una larga nube chiara dall'alone molto esteso e un nucleo gradatamente più brillante; Lord Rosse, nel 1848, fu in grado di osservare direttamente e con chiarezza la struttura dei suoi bracci, divenendo così la seconda galassia (dopo M51) che mostrò possedere questa struttura.

## Caratteristiche
M99 è una delle galassie più brillanti dell'Ammasso della Vergine; possiede dei bracci ben sviluppati orientati in senso orario, sebbene siano asimmetrici forse a causa di un'interazione con un'altra galassia, forse la vicina M98. Un altro indizio che possa essere stata disturbata deriva dalla sua velocità radiale: infatti la galassia sembra recedere rispetto a noi alla velocità di 2.407 km/s, che equivale ad un movimento di 1.200 km/s rispetto al centro dell'ammasso di cui fa parte, la più alta fra tutte le galassie osservate dal Messier. Il diametro della galassia è di 87.000 anni luce e la sua massa sarebbe pari a circa 130 miliardi di masse solari; nei suoi bracci sono state osservate tre supernovae, catalogate come SN 1967H, che raggiunse la magnitudine 14, SN 1972Q di tipo II, che raggiunse la magnitudine 15,6, e SN 1986I, di tipo Ia, di magnitudine 14.

### Libri
- (EN) Stephen James O'Meara, Deep Sky Companions: The Messier Objects, Cambridge University Press, 1998, ISBN 0-521-55332-6.

### Carte celesti
- Toshimi Taki, Taki's 8.5 Magnitude Star Atlas, su geocities.jp, 2005. URL consultato il 7 novembre 2010 (archiviato dall'url originale il 5 novembre 2018). - Atlante celeste liberamente scaricabile in formato PDF.
- Tirion, Rappaport, Lovi, Uranometria 2000.0 - Volume I - The Northern Hemisphere to -6°, Richmond, Virginia, USA, Willmann-Bell, inc., 1987, ISBN 0-943396-14-X.
- Tirion, Sinnott, Sky Atlas 2000.0 - Second Edition, Cambridge, USA, Cambridge University Press, 1998, ISBN 0-933346-90-5.
- Tirion, The Cambridge Star Atlas 2000.0, 3ª ed., Cambridge, USA, Cambridge University Press, 2001, ISBN 0-521-80084-6.